# G//Z/R
G//Z/R est un groupe de heavy metal britannique, originaire de Birmingham, en Angleterre. Il est formé en  1995 par le bassiste de Black Sabbath, Geezer Butler. Sur le premier album Plastic Planet, le chanteur est Burton C Bell (Fear Factory), le batteur est Deen Castronovo (ex batteur d'Ozzy Osbourne) et le guitariste est Pedro Howse.
À noter que, si pour le premier album, le groupe se nommait G//Z/R, il est à partir de 1997 tout simplement rebaptisé Geezer, puis, finalement, GZR à partir de 2005. La plupart des fans se réfèrent au groupe en tant que Geezer, bien que le bassiste s'y réfère, lui, par les trois lettres G-Z-R. Les deux albums suivants sont enregistrés avec le chanteur Clark Brown. Deen Castronovo est remplacé par l'ancien batteur d'Anacrusis Chad Smith pour l'album Ohmwork.

## Biographie
Geezer Butler, bassiste au sein de Black Sabbath, souhaitait déjà s'embarquer dans une carrière solo dans les années 1980, mais cette possibilité n'intervient pas avant 1995, année durant laquelle il publie son premier album solo, Plastic Planet, au label TVT Records sous le nom de GZR. Sur Plastic Planet, Butler est rejoint par Burton C. Bell (Fear Factory) au chant, Pedro Howse à la guitare, et Deen Castronovo à la batterie.
GZR, qui n'est pas un groupe scénique, joue quelques dates en 1997 avec Fear Factory. Cette même année, le groupe publie son deuxième album studio, intitulé Black Science, cette fois sous le nom simple de Geezer. Il fait participer le chanteur inconnu Clark Brown, Howse et Castronovo. Après huit ans d'inactivité, le groupe revient avec un troisième album, intitulé Ohmwork sous le nom de G//Z/R, le 9 mai 2005.

## Membres

### Membres actuels
- Geezer Butler - guitare basse, claviers
- Pedro Howse - guitare
- Chad Smith - batterie (depuis 2005)
- Clark Brown - chant (depuis 1997)

### Anciens membres
- Deen Castronovo - batterie (1995–1997)
- Burton C. Bell - chant (Plastic Planet)
- Mario Frasca - chant (1996) (Outworld)
- Lisa Rieffel - chant (2005) (Pseudocide)

## Discographie
- 1995 : Plastic Planet
- 1997 : Black Science
- 2005 : Ohmwork